# Speculum virginum
Lo Speculum virginum è un'opera di carattere teologico della prima metà del XII secolo attribuita a Corrado di Hirsau.

## Struttura
Lo Speculum virginum così come lo conosciamo ed è ricostruibile oggi è composto da dodici libri, preceduti da una lettera introduttiva che nella sua seconda parte offre un riassunto degli argomenti trattati in ordine di libro, e succeduti da un epitalamio di 129 versi basato su di un acrostico. Si è conservato anche in quattro diversi manoscritti un ulteriore canto, da intendersi probabilmente come fondamento intellettuale e riassuntivo dell’opera. Alcune ricerche recenti hanno portato alla luce la possibilità che lo Speculum fosse circolato anche in una versione più breve in otto libri, che è quella riportata anche da Tritemio nel Liber de scriptoribus ecclesiasticis, e che quella ricostruita attualmente in dodici fosse la versione finale, completata con l’aggiunta dei primi e degli ultimi due libri. Lo Speculum virginum deve la sua fama e l’attenzione prestatogli nella ricerca soprattutto al corredo di dodici immagini che facevano già parte della raccolta originaria dell’opera e che sono giunte fino ad oggi in versioni pressoché identiche le une alle altre. Tali immagini non sono né narrative né aggiunte semplicemente al testo come ornamento: fanno parte al pari del testo all’insieme dell’opera ideato dall’autore. 

## Contenuti
L’opera è costruita su un dialogo dal fine didattico tra Peregrinus, un presbitero, e Teodora, una monaca definita “Wirgo Christi”, ovvero la vergine di Cristo. Alle vergini di Cristo infatti doveva essere mostrata la via verso la perfezione interiore affinché potessero andare al loro sposo celeste degne ed in grado di compiacere, obiettivo di questo scritto. L’intera situazione non mostrava però solo singoli casi, ma rifletteva piuttosto un fenomeno comune all’epoca, ovvero la sempre più grande pressione delle donne a partecipare alla vita religiosa, che nel XII secolo ha subìto una crescita esponenziale con la nascita e l’importanza crescente di conventi femminili. Sono proprio i bisogni di queste religiose a riflettersi nello Speculum. 

## Attribuzione
Tra le opere che consideriamo oggi scritte da Corrado, questa è quella di più difficile identificazione, anche se sono stati trovati importanti collegamenti testuali ad altre opere quali il Dialogus de cruce o il Dialogus de mundi contemptu vel amore. Non tutti però sono persuasi dell’attribuzione proprio a Corrado di Hirsau, come ad esempio non lo è J. Seyfarth, sua principale editrice. È inoltre l’opera del monaco con la più ampia tradizione manoscritta, essendosi conservata in ventisette manoscritti che riportano il testo il latino completo e in una ventina di traduzioni in tedesco.

## Edizioni critiche
- Speculum virginum, ed. J. Seyfarth, Turnhout 1990 (CCCM 5), pp. 1-377;
- Conradi de Hirsau Epithalamium virginum in «Zeitschrift für katholische Theologie» 25, 1901, pp. 546-54 [edizione con solo l’epitalamio].